# Región de Mudug
Mudug (somalí: Mudug; árabe: مدق Muduq) es una región administrativa (gobolka) en el centro de Somalia. Su capital es Galcaio. Limita con Etiopía, las regiones somalís de Nugaal y Galguduud, y el océano Índico. Forma parte del autoproclamado estado de Galmudug.

## Distritos
- Galdogob
- Galkayo
- Harardhere
- Hobyo
- Jariban